# Elekmania
 Elekmania  B.Nord., 2006 è un genere di piante angiosperme dicotiledoni della famiglia delle Asteraceae (sottofamiglia Asteroideae).

## Etimologia
Il nome scientifico del genere è stato definito dal botanico Rune Bertil Nordenstam (1936-) nella pubblicazione " Compositae Newsletter. Stockholm" ( Compositae Newslett. 44: 66 ) del 2006.

## Descrizione
Habitus. Le specie di questo genere hanno un habitus di tipo lianoso subarbustivo o arbustivo. Le superfici delle piante possono essere sia glabre che pubescenti per peli semplici. Queste piante possono essere anche fortemente resinose.
Radici. Le radici in genere sono secondarie da rizoma e possono essere fibrose. I rizomi sono striscianti o legnosi.
Fusto. La parte aerea è eretta o strisciante o lianosa; semplice o ramosa.
Foglie. Le foglie cauline, disposte in modo alternato, sono picciolate. La forma della lamina è intera oppure dentata-lobata. I margini sono interi o dentati o seghettati. La superficie è glabra mentre quella inferiore è tomentosa.
Infiorescenza. Le sinflorescenze sono composte da più capolini organizzati in formazioni corimbose o cimose. Le infiorescenze vere e proprie sono formate da un capolino terminale o laterale peduncolato di tipo radiato o (più raramente) discoide. Alla base dell'involucro (la struttura principale del capolino) può essere presente (ma non sempre) un calice formato da brattee fogliacee. I capolini sono formati da un involucro, con forme da cilindriche a campanulate o emisferiche, composto da diverse brattee, al cui interno un ricettacolo fa da base ai fiori di due tipi: quelli esterni del raggio e quelli più interni del disco. Le brattee sono disposte in modo embricato di solito su una sola serie e possono essere connate alla base. Il ricettacolo è nudo (senza pagliette a protezione della base dei fiori); la forma è convessa e a volte è alveolato.
Fiori.  I fiori sono tetra-ciclici (formati cioè da 4 verticilli: calice – corolla – androceo – gineceo) e pentameri (calice e corolla formati da 5 elementi). Sono inoltre ermafroditi, più precisamente i fiori del raggio (quelli ligulati e zigomorfi) sono femminili; mentre quelli del disco centrale (tubulosi e actinomorfi) sono bisessuali o a volte funzionalmente maschili.
- Formula fiorale:

*/x K {\displaystyle \infty }, [C (5), A (5)], G 2 (infero), achenio
- Calice: i sepali del calice sono ridotti ad una coroncina di squame.
- Corolla: nella parte inferiore i petali della corolla sono saldati insieme e formano un tubo. In particolare le corolle dei fiori del disco centrale (tubulosi) terminano con delle fauci dilatate a raggiera con cinque lobi. I lobi possono avere una forma da deltoide a triangolare-ovata. Nella corolla dei fiori periferici (ligulati) il tubo si trasforma in un prolungamento ligulato, venato nel mezzo, papilloso all'apice e terminante più o meno con cinque dentelli. Il colore delle corolle è giallo.
- Androceo: gli stami sono 5 con dei filamenti liberi. La parte basale del collare dei filamenti può essere dilatata. Le antere invece sono saldate fra di loro e formano un manicotto che circonda lo stilo. Le antere sono senza coda ("ecaudate") oppure minutamente auricolate; a volte sono presenti delle appendici apicali che possono avere varie forme (principalmente lanceolate). La struttura delle antere è di tipo tetrasporangiato, raramente sono bisporangiate. Il tessuto endoteciale è radiale o polarizzato. Il polline è tricolporato (tipo "helianthoid").[11]
- Gineceo: lo stilo è biforcato con due stigmi nella parte apicale. Gli stigmi sono troncati o ottusi; possono avere un ciuffo di peli radicali o in posizione centrale; possono inoltre essere ricoperti da minute papille; altre volte i peli sono di tipo penicillato. Le superfici stigmatiche sono separate.  L'ovario è infero uniloculare formato da 2 carpelli.

Frutti. I frutti sono degli acheni con pappo. La forma degli acheni è ellittico-oblunga; la superficie è percorsa da 8 - 10 coste longitudinali e può essere glabra o talvolta pubescente (irsuta). Possono essere presenti delle ali o degli ispessimenti marginali. Non sempre il carpoforo è distinguibile. Il pappo è formato da numerose setole snelle.

## Biologia
Impollinazione: l'impollinazione avviene tramite insetti (impollinazione entomogama tramite farfalle diurne e notturne).
Riproduzione: la fecondazione avviene fondamentalmente tramite l'impollinazione dei fiori (vedi sopra).
Dispersione: i semi (gli acheni) cadendo a terra sono successivamente dispersi soprattutto da insetti tipo formiche (disseminazione mirmecoria). In questo tipo di piante avviene anche un altro tipo di dispersione: zoocoria. Infatti gli uncini delle brattee dell'involucro (se presenti) si agganciano ai peli degli animali di passaggio disperdendo così anche su lunghe distanze i semi della pianta. Inoltre per merito del pappo il vento può trasportare i semi anche a distanza di alcuni chilometri (disseminazione anemocora).

## Distribuzione e habitat
Le specie di questo genere sono distribuite nella Repubblica Dominicana e Haiti.

## Tassonomia
La famiglia di appartenenza di questa voce (Asteraceae o Compositae, nomen conservandum) probabilmente originaria del Sud America, è la più numerosa del mondo vegetale, comprende oltre 23.000 specie distribuite su 1.535 generi, oppure 22.750 specie e 1.530 generi secondo altre fonti (una delle checklist più aggiornata elenca fino a 1.679 generi). La famiglia attualmente (2021) è divisa in 16 sottofamiglie; la sottofamiglia Asteroideae è una di queste e rappresenta l'evoluzione più recente di tutta la famiglia.

### Filogenesi
Il genere di questa voce appartiene alla sottotribù Senecioninae della tribù Senecioneae (una delle 21 tribù della sottofamiglia Asteroideae). In base ai dati filogenetici la sottotribù, all'interno della tribù, occupa il "core" della tribù e insieme alla sottotribù Othonninae forma un "gruppo fratello".
I seguenti caratteri sono indicativi per la sottotribù:
- il portamento è molto vario (erbe, arbusti, liane, epifite, alberelli o alberi);
- le foglie sono sia basali che cauline disposte in modo alternato;
- sono presenti capolini sia radiati, disciformi o discoidi;
- le antere sono tetrasporangiate, raramente bisporangiate.

La struttura della sottotribù è molto complessa e articolata (è la più numerosa della tribù con oltre 1.200 specie distribuite su un centinaio di generi) e al suo interno sono raccolti molti sottogruppi caratteristici le cui analisi sono ancora da completare.
Il genere di questa voce è collegato ai seguenti generi: Mattfeldia, Zemisia, Ekmaniopappus e Nesampelos i quali formano un clade (clade A) vicino al "core" della sottotribù, ossia la loro filogenesi è la più recente nell'ambito delle "Senecioninae". Questi generi hanno una comune origine nell'America centrale e in particolare nell'area delle Indie occidentali (a parte Zemisia con una distribuzione più ampia anche sul continente). Associati a questo gruppo sono altri due generi, Herodotia e Elekmania, entrambi originari dell'isola di Hispaniola e il "Senecio stigophlebius Group". "Gruppo fratello" di questo clade è un altro clade (B) formato dai generi Leonis, Antillanthus, Lundinia e Oldfeltia, un endemismo cubano. Il seguente cladogramma mostra una possibile configurazione filogenetica di questo gruppo di generi (la politomia del ramo principale del cladogramma è dovuto alla scarsità di dati attualmente in possesso).
|  | Zemisia                                                      |
|  |                                                              |
|  | \| \| Ekmaniopappus \| \| \| \| \| \| Nesampelos \| \| \| \| |
|  |                                                              |
|  | Ekmaniopappus                                                |
|  |                                                              |
|  | Nesampelos                                                   |
|  |                                                              |

|  | Ekmaniopappus |
|  |               |
|  | Nesampelos    |
|  |               |

|  | Zemisia                                                      |
|  |                                                              |
|  | \| \| Ekmaniopappus \| \| \| \| \| \| Nesampelos \| \| \| \| |
|  |                                                              |
|  | Ekmaniopappus                                                |
|  |                                                              |
|  | Nesampelos                                                   |
|  |                                                              |

|  | Ekmaniopappus |
|  |               |
|  | Nesampelos    |
|  |               |

|  | Zemisia                                                      |
|  |                                                              |
|  | \| \| Ekmaniopappus \| \| \| \| \| \| Nesampelos \| \| \| \| |
|  |                                                              |
|  | Ekmaniopappus                                                |
|  |                                                              |
|  | Nesampelos                                                   |
|  |                                                              |

|  | Ekmaniopappus |
|  |               |
|  | Nesampelos    |
|  |               |

|  | Zemisia                                                      |
|  |                                                              |
|  | \| \| Ekmaniopappus \| \| \| \| \| \| Nesampelos \| \| \| \| |
|  |                                                              |
|  | Ekmaniopappus                                                |
|  |                                                              |
|  | Nesampelos                                                   |
|  |                                                              |

|  | Ekmaniopappus |
|  |               |
|  | Nesampelos    |
|  |               |

I caratteri distintivi per le specie del genere  Elekmania sono:
- la parte inferiore delle foglie è tomentosa;
- i capolini sono del tipo sia radiato che discoidi;
- la corolla dei fiori del disco è campanulata con un tubo più corto del lembo;
- le antere alla base sono auricolate;
- gli acheni hanno 8 - 10 coste longitudinali;
- questo genere è un endemismo dell'isola di Hispaniola.

### Elenco delle specie
Questo genere ha 9 specie:
- Elekmania barahonensis CUrb.) B.Nord.
- Elekmania buchii CUrb.) B.Nord.
- Elekmania fuertesii CUrb.) B.Nord.
- Elekmania haitiensis CKrug & Urb.) B.Nord.
- Elekmania kuekenthalii CUrb. & Ekman) B.Nord.
- Elekmania marciana CUrb. & Ekman) B.Nord.
- Elekmania picardae CKrug & Urb.) B.Nord.
- Elekmania samanensis CUrb.) B.Nord.
- Elekmania stenodon CUrb.) B.Nord.